# Egg & Egli

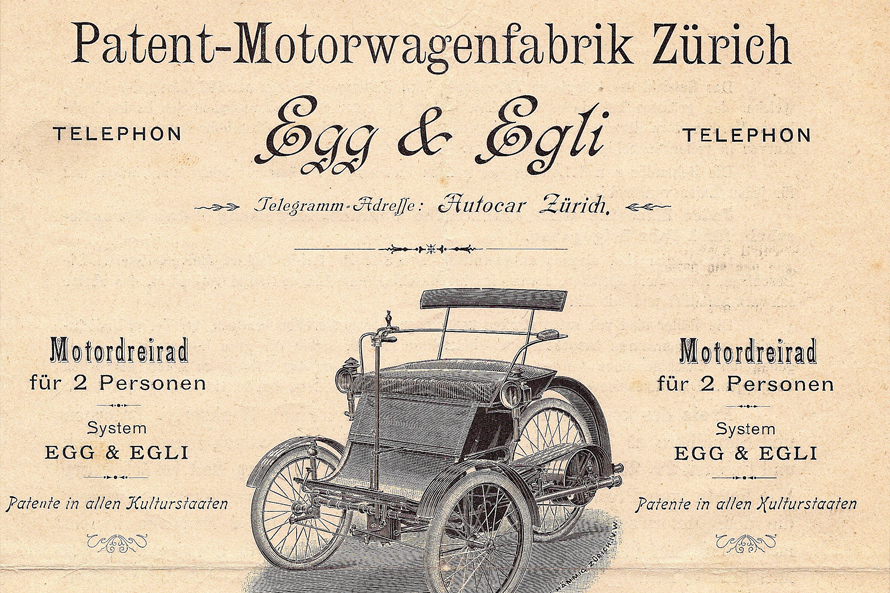
Le tricycle à moteur dans la publicité contemporaine

Egg & Egli était un constructeur automobile suisse.

## Historique de l’entreprise
Le designer Rudolf Egg et son partenaire Egli ont fondé l’usine automobile Zürich Egg & Egli à Zurich en 1896. La production a pris fin en 1904 lorsque Rudolf Egg a quitté l’entreprise pour fonder l’usine de voitures Motorwagenfabrik Excelsior.

## Véhicules
Rudolf Egg a conçu en 1893 sa première voiture, qui est entrée en production en série en 1896. C’était un tricycle avec la roue unique à l’arrière. Elle était équipée d’un moteur monocylindre intégré De Dion-Bouton, qui produisait 3 ch. En 1898, la marque Egg produit 98 véhicules. La production du tricycle chez Egg & Egli a pris fin en 1899. Entre 1899 et 1904 ont été produits plusieurs exemplaires d’une automobile à quatre roues, dont le moteur était monté à l’arrière.
Un véhicule de cette marque peut être vu au château de Grandson à Grandson.

## Constructions sous licence du tricycle
- Bächtold & Co de Steckborn a produit le tricycle sous licence en 1898.
- Zürcher Patent-Motorwagen-Fabrik Rapid de Zurich a produit le tricycle sous licence en 1899.
- J. Weber & Co d’Uster près de Zurich a produit le tricycle sous licence de 1899 à 1900.